# Casa Mirador
La Casa Mirador és una obra de les darreres tendències d'Olot (Garrotxa) inclosa a l'Inventari del Patrimoni Arquitectònic de Catalunya.

## Descripció
Edifici situat als límits d'Olot. S'hi accedeix a través del buit delimitat per dos volums paral·lels que defineixen la construcció i la travessen, tot allargant-se en un pati anglès que aporta il·luminació al vestíbul de la planta inferior. El pis superior, on es troben les habitacions, la cuina i algunes zones de descans, enllaça amb el jardí a través del gran espai cobert del mirador, orientat cap al sud i separat del terreny per murs vidrats que generen bandes de llum al nivell inferior. Aquest nivell, que compta amb zones d'estar i estances de servei, es comunica amb l'anterior a través d'una escala perpendicular a la façana i adossada a un espai a doble altura. El mirador anteriorment esmentat creua aquest buit i el banya de llum natural.
Les façanes exteriors de l'edifici presenten un aplacat de pedra de color clar. Al jardí, una làmina d'aigua esglaonada s'adapta al suau pendent del terreny, i s'hi pot accedir des del mirador.
El projecte va rebre el Premi Pritzker d'Arquitectura RCR 2017.